# Gymnocalycium ragonesei
Gymnocalycium ragonesei ist eine Pflanzenart in der Gattung Gymnocalycium aus der Familie der Kakteengewächse (Cactaceae). Das Artepitheton ragonesei ehrt den argentinischen Botaniker Arturo Enrique Ragonese (1909–1992).

## Beschreibung
Gymnocalycium ragonesei wächst meist einzeln mit grünlich grauen bis mattbraunen, sehr flachkugelförmigen Trieben, die kaum aus der Bodenoberfläche herausragen und erreicht Durchmesser von bis zu 5 Zentimeter. Die sieben bis zehn sehr flachen Rippen sind undeutlich quer gefurcht. Die bis zu sechs dünnen bis fast haarartigen, weißlichen Dornen sind an ihrer Spitze dunkler und bis zu 3 Millimeter lang.
Die weißen Blüten besitzen einen leicht rötlichen Schlund. Sie erreichen eine Länge von 3 bis 4 Zentimeter und einen ebensolchen Durchmesser. Die grünlich braunen Früchte sind ei- bis spindelförmig und bis zu 2,5 Zentimeter lang.

## Verbreitung, Systematik und Gefährdung
Gymnocalycium ragonesei ist in den argentinischen Provinzen Catamarca und Córdoba in Höhenlagen bis 500 Metern verbreitet.
Die Erstbeschreibung erfolgte 1950 durch Alberto Castellanos.
In der Roten Liste gefährdeter Arten der IUCN wird die Art als „Critically Endangered (CR)“, d. h. als vom Aussterben bedroht geführt.

## Nachweise